# Nasir Iqbal
Nasir Iqbal (* 1. April 1994 in Bannu) ist ein pakistanischer Squashspieler.

## Karriere
Nasir Iqbal begann seine professionelle Karriere im Jahr 2008 und gewann 17 Turniere auf der PSA World Tour. Seine höchste Platzierung in der Weltrangliste erreichte er mit Rang 35 im Februar 2016. Mit der pakistanischen Nationalmannschaft nahm er 2013 und 2024 an der Weltmeisterschaft teil und wurde 2014 mit ihr Asienmeister. Bei den 2023 ausgetragenen Asienspielen 2022 in Hangzhou gewann er mit der Mannschaft die Silbermedaille. Im Einzel schied er im Achtelfinale aus.

## Erfolge
- Asienmeister mit der Mannschaft: 2014
- Vizeasienmeister im Doppel: 2025
- Gewonnene PSA-Titel: 17
- Asienspiele: 1 × Silber (Mannschaft 2022)